# Aeronautica

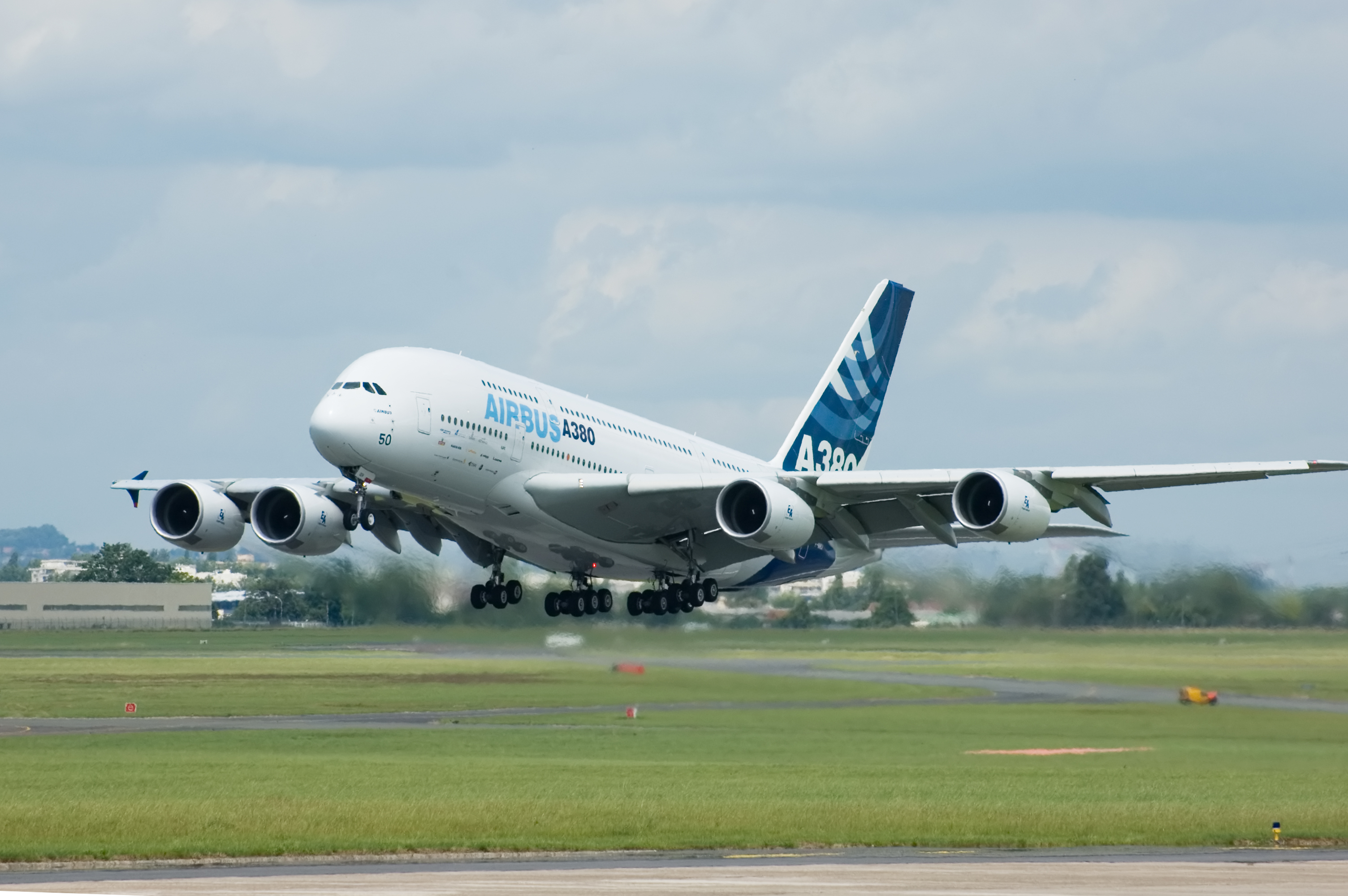
Airbus A380

L'aeronautica è l'insieme delle conoscenze scientifiche, e tecnologiche,  inerenti la realizzazione degli aeromobili, e la loro navigazione, unitamente alle seguenti attività: assistenza, manutenzione, logistica, regolamentazione, e gestione del personale di volo e di terra.

## Storia
Il primo costruttore di un oggetto alato in grado di effettuare brevi voli, fu il matematico e filosofo Archita da Taranto, vissuto quattro secoli prima di Cristo.
Nel 1489 Leonardo da Vinci iniziò lo studio delle macchine volanti disegnando una macchina volante ad ali battenti azionata a braccia, e disegnò viti aeree anticipatrici dell'elicottero.
Nel 1670 il gesuita matematico Francesco Lana pubblicò il suo libro intitolato Prodromo, ovvero saggio di alcune invenzioni nuove, nel quale egli sostenne che sarebbe stato possibile innalzarsi mediante 4 grandi sfere di rame svuotate dall'aria, applicando il principio di Archimede.
Nel 1680 Giovanni Alfonso Borelli pubblicò il suo trattato De motu animalium nel quale analizzò la possibilità anche per l'uomo di mantenersi in aria con le proprie forze muscolari come i volatili.
Nel 1783, i fratelli Montgolfier realizzarono la prima mongolfiera ad aria calda, a cui seguirono un mese dopo i palloni aerostatici ad idrogeno del Professor Jacques Charles.
Nel 1785, Jean-François Pilâtre de Rozier realizzò un terzo tipo di aerostato ibrido, composto da una camera ad idrogeno superiore a quella dell'aria calda con il quale decollò per attraversare la Manica, ma l'apparecchio esplose dopo circa mezz'ora di volo e l'aeronauta perse la vita.
Nel 1852 venne realizzato il primo dirigibile dal francese Henri Giffard dotato di un motore a vapore.
Nel 1883 fu realizzato da Gaston Tissandier insieme a suo fratello, il primo dirigibile a propulsione elettrica.
Nel 1891, Otto Lilienthal, ispirato da Leonardo da Vinci, studiò anch'egli il volo degli uccelli, e costruì il primo aliante con il quale eseguì voli librati e veleggiati anche di un centinaio di metri, sino a quando il 10 Agosto 1896 precipitò con uno dei suoi modelli perdendo la vita.
Nel 1898 il Conte Ferdinand von Zeppelin applicò il primo motore a scoppio ai suoi primi dirigibili.
Il 17 Dicembre 1903 i fratelli Wright riuscirono a compiere il primo volo del Flyer, di fatto il primo mezzo più pesante dell'aria ad alzarsi in volo.
Durante tutto il XX secolo, l'aeronautica ebbe uno sviluppo tecnologico molto rapido, con la produzione di aeromobili di ogni tipologia, sia in campo militare che civile.
Il 17 Giugno 1905 il Conte Almerico da Schio portò a termine il primo volo di un dirigibile italiano dotato di superfici di comando di quota denominati aeropiani.
Il 25 Luglio 1909 il francese Louis Blériot riuscì ad attraversare la Manica in soli 37 minuti di volo grazie ad un motore italiano di marca Anzani.
Il 16 Dicembre 1910 l'ingegnere Henri Coandă pilotò il primo aereo dotato di un propulsore a termogetto da lui stesso progettato e costruito.
Il 6 Luglio 1919 l'Aeronave britannica R-34 portò a termine la prima traversata dell'Oceano Atlantico atterrando a New York.
Il 12 Maggio 1926 a bordo del suo dirigibile Norge, il generale Umberto Nobile portò a termine la conquista del Polo Nord sorvolandolo insieme a Roald Amundsen ed allo statunitense Lincoln Ellsworth.
Il 21 Maggio 1927 lo statunitense Charles Lindbergh attraversò per primo l'Atlantico senza effettuare soste atterrando felicemente a Parigi.
In campo militare, l'Italia introdusse per prima l'uso bellico degli aeroplani durante la Guerra libica (1911-1912). 
Nel corso della prima guerra mondiale vennero prodotti aerei sempre più performanti.
Tra i due conflitti mondiali, l'alluminio prese il posto del legno come materiale costruttivo, e sia il dirigibile che l'idrovolante raggiunsero una grande diffusione. 
Nel corso della seconda guerra mondiale, l'aeronautica venne sviluppata fortemente per le necessità e le esigenze belliche.
Il 14 Ottobre 1947 a bordo del Bell X-1 il comandante pilota Charles Yeager superò per primo la velocità del suono.
Negli anni cinquanta si diffusero i motori sovralimentati (Turbo), e l'uso del motore a turbina che consentirono di raggiungere velocità di volo inimmaginabili soltanto qualche anno prima.
Negli anni sessanta il turbogetto era comunemente adottato da molti velivoli da trasporto merci e passeggeri.
Negli anni settanta, con l'introduzione dei motori a getto ad alto bypass (Turbofan) si riuscì a raggiungere delle prestazioni migliori di tutti i propulsori precedenti.
Con il nuovo millennio il problema ambientale ha spinto molte industrie aeronautiche a rivoluzionare le tecnologie della propulsione, le quali attualmente considerano l'idrogeno quale vettore energetico promettente per il futuro.

## Descrizione

### Generalità sullemacchine volanti
Una macchina volante, in generale, è un mezzo atto a trasportare ad una certa velocità, da un posto ad un altro per una certa distanza, un carico, sia esso costituito da merci o da persone, oppure un carico bellico, sollevandosi da terra. Ciò comporta quindi che una macchina volante, detta anche aeromobile, debba muoversi in uno spazio a tre dimensioni, contrariamente ad un veicolo terrestre o una nave, che si muovono su una superficie. Una macchina terrestre, infatti, deve essere controllabile in due sole direzioni, mentre il controllo di un aeromobile richiede sistemi che garantiscano il moto corretto anche nella direzione verticale.
Qualsiasi macchina volante può traslare in 3 direzioni:
- alto, basso;
- destra, sinistra;
- avanti;
- indietro (valido solo per alcuni tipi di macchina volante).

e ruotare attorno a 3 assi:
1. l'asse trasversale detto anche asse di beccheggio; il movimento di beccheggio consente di cabrare o picchiare, cioè di portare il muso dell'aeromobile in alto oppure in basso, rispettivamente
2. l'asse verticale, detto anche asse d'imbardata; il movimento d'imbardata consente di spostare il muso dell'aeromobile a destra oppure a sinistra
3. l'asse longitudinale o di rollio; il movimento di rollio consente di virare, cioè di generare una forza centripeta che curva la traiettoria del baricentro dell'aeromobile

L'asse longitudinale collega la poppa al muso, mentre l'asse trasversale collega le estremità delle ali.
Tutti e tre gli assi sono ortogonali fra loro e s'incontrano in un punto che si fa coincidere con il baricentro dell'aeromobile. Essendo le macchine volanti dotate di massa, esse sono soggette ad una forza peso derivante dall'accelerazione di gravità. Per vincere questa forza e far sì che la macchina si sollevi da terra si deve creare una "sostentazione" e ad essa si dovrà aggiungere una "propulsione".
Esistono due tipi di sostentazione: statica e dinamica. La prima (derivante dal principio della spinta di Archimede) consiste nel riempire un aerostato di un fluido più leggero dell'aria (come ad esempio l'elio) e creare uno squilibrio delle forze verticali. In questo modo si ha un movimento verso l'alto. Nel secondo caso, invece, quello della sostentazione dinamica, si ha la necessità di un moto relativo tra la macchina ed il fluido. 
In generale possiamo distinguere la propulsione in: a reazione o inerziale.
La prima consiste nell'accelerare una massa di fluido in una certa direzione e sfruttare la "reazione" per avere un moto in senso opposto; orientando la reazione, si può orientare la direzione della spinta. Nel caso della propulsione inerziale, si sfrutta invece l'energia potenziale che un corpo acquista se portato in quota e liberato in un campo gravitazionale (quale quello terrestre). La macchina, infatti, perdendo quota, acquista energia cinetica e, quindi, velocità.